# Drie-eenheidskerk in Chicago

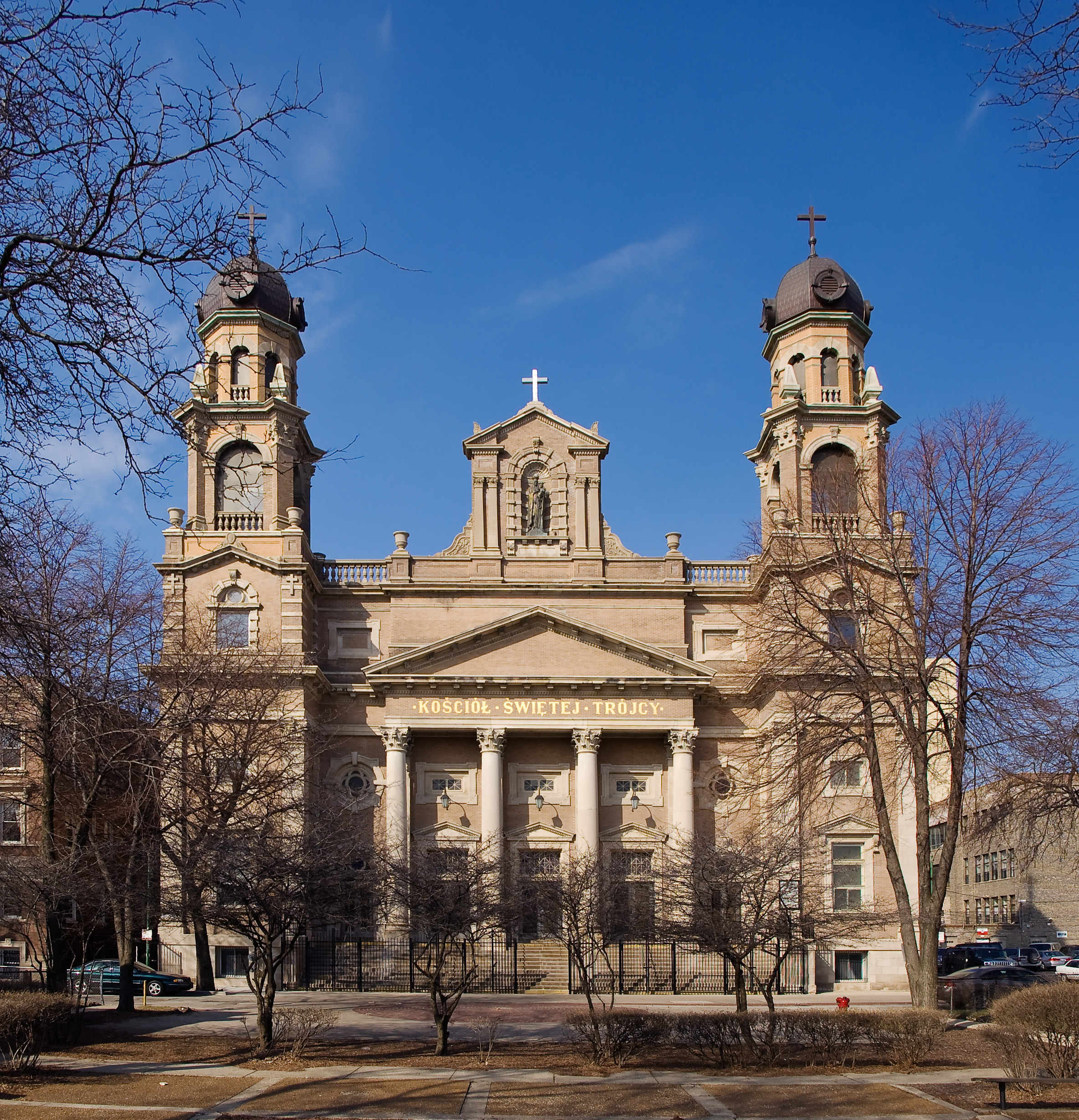
Kerk van de Heilige Drie-eenheid in Chicago

De Kerk van de Heilige Drie-eenheid in Chicago (Pools: Kościół św. Trójcy w Chicago) is een rooms-katholieke migrantenkerk van Poolse Amerikanen in de Amerikaanse stad Chicago. Het gebouw is tussen 1905 en 1906 gebouwd in Poolse kathedraalstijl. In Chicago zijn meerdere Poolse migrantenkerken te vinden vanwege de grote Poolse gemeenschap die al meer dan een eeuw in deze stad aanwezig is. Sinds 1987 is de Holy Trinity Polish Mission in de kerk gevestigd. 
De kerk is rijkelijk versierd met glas-in-loodramen, altaren, schilderijen en plafondschilderingen. In de kelder is een 'catacombe' gebouwd dat relieken van zevenentwintig heiligen bevat. Deze is elke zondag na de mis en tijdens de vastentijd te bezoeken. Onder de relieken zijn onder andere die van de Poolse heiligen Stanislaus van Krakau en Casimir de Heilige te vinden.